# Kamene kugle kulture Diquís
Kamene kugle kulture Diquís, poznate i kao Kamene kugle Kostarike su skupina od preko tristo petrosfera na jugozapadu Kostarike, u području Diquís delte i otoka Isla del Caño. Lokalno poznate kao Las Bolas, ovi megalitski spomenici su najpoznatije kamene skulpture pretkolumbovske Amerike kulturnog područja od Kostarike do Kolumbije i pripisuje se nestaloj Diquís kulturi koja je svoj vrhunac doživjela od 700. do 1530. godine. Sama riječ diquís znači „velike vode” ili „velika rijeka” na boruca jeziku. Glavna naselja i kamene kugle kulture Diquís su upisani na UNESCO-ov popis mjesta svjetske baštine u Sjevernoj Americi 2014. godine kao jedinstven primjer složnih društvenih, gospodarskih i političkih sustava od 6. do 16. stoljeća.
Naselja uključuju umjetne zemljane humke, popločane površine, grobna mjesta i naravno najznamenitije, kamene kugle. Kugle su promjera od 70 centimetara do 2,66 m, te do 15 tona težine. Većina ih je isklesana od gabbro kamena koji je ekvivalent bazaltu, ali ih je na desetke isklesano od školjkama bogatog vapnenca ili pješčenjaka. Ove tajanstvene kamene kugle se odlikuju velikim savršenstvom klesanja, ali i svojom brojnošću, veličinama i gustoćom nalaza. Najstarije su isklesane oko 600. godine, ali ih većina datira poslije 1000. god., mnogo prije španjolske kolonizacije. Jedina metoda datiranja je stratigrafija, ali nažalost većina kamenih kugli nisu više na svojoj izvornoj lokaciji. Naime, već prilikom prvog otkrića ovih spomenika 1930-ih kada je United Fruit Company čistila džunglu za plantaže banana, radnici su buldožerima i drugom teškom opremom izgurali neke kugle. Nadalje, neki su radnici, inspirirani pričama o skrivenom zlatu, počeli bušiti rupe u njima, pa čak ih dizati u zrak dinamitom. Brojne su kugle uništene prije no što su vlasti reagirale. Danas ih je najveći broj u Nacionalnom muzeju Kostarike u San Joséu.
U „Parku kamenih kugli Kostarike” (Parque de las Esferas de Costa Rica) nalazi se veliki broj lopti na izvornom mjestu jer su sačuvane od pustošenja, koje je zadesilo većinu arheoloških lokaliteta u Kostariki, zahvaljujući dubokom sloju sedimenta koji ih je sačuvao stoljećima.

## Vanjske poveznice
- The Art of Precolumbian Gold: The Jan Mitchell Collection, katalog izložbe u muzeju Metropolitan (engl.)

|  | Zajednički poslužitelj ima još gradiva o temi Stone spheres of Costa Rica in Costa Rica |